# Holdypaws
Holdypaws es el segundo LP de Deerhoof. Fue grabado bajo el sello independiente de Kill Rock Stars y se lanzó al mercado el 13 de julio de 1999.

## Lista de canciones
1. «Magic Star»
2. «Queen Of The Lake»
3. «The Moose's Daughter»
4. «Satan»
5. «Crow»
6. «Flower»
7. «Lady People»
8. «The Great Car Tomb»
9. «Dead Beast Queen»
10. «Data»

## Músicos
- Satomi Matsuzaki - Voz Bajo Guitarra
- Rob Fisk - Guitarra
- Greg Saunier - Batería Voz
- Kelly Goode - Teclado